# Ixion
Pour les articles homonymes, voir Ixion (homonymie).

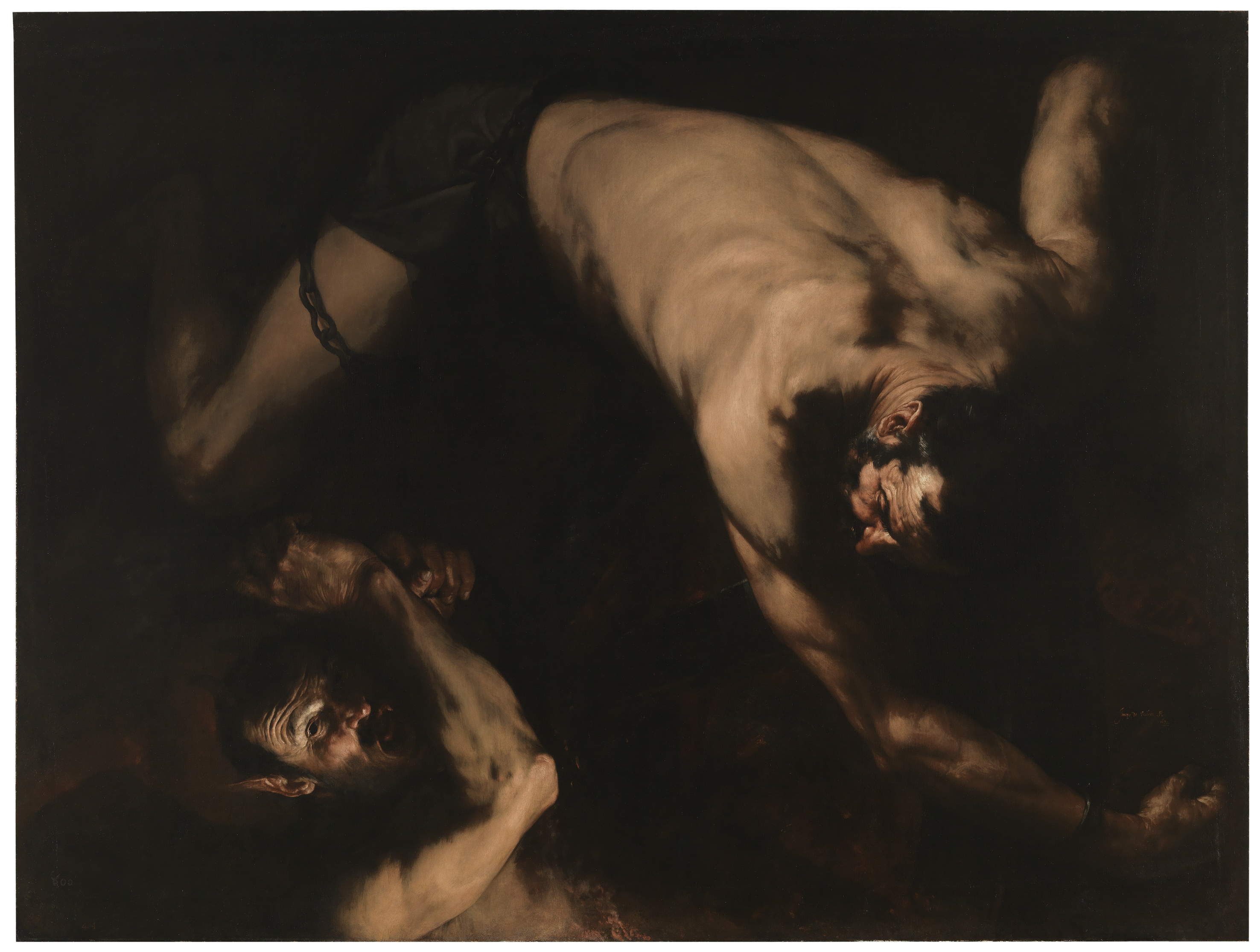
José de Ribera, Ixion, 1632, musée du Prado.

Dans la mythologie grecque, Ixion (en grec ancien Ἰξίων / Ixiôn), fils d'Antion et de Périmèle (ou de Léontos selon Hygin, ou de Phlégias selon des scholies), est un Lapithe.

## Mythe
Ixion était un prince, fils d’Antion (ou suivant d’autres de Phlégyas, d’Arès ou de Peison), roi de Lapithes en Thessalie et de Pérymèle, fille d'Amythaon. Il s’était épris de Dia (ou Clia), fille d'Eionée (ou Déionée). Voulant absolument l’épouser, il promit, suivant une antique coutume, un merveilleux présent à son beau-père s’il permettait ce mariage. Celui-ci donna son accord et le mariage put être célébré. De cette union naquit Pirithoos.
Mais après ce mariage, Ixion refusa de s’exécuter en donnant, comme il l’avait promis, un présent nuptial à Eionée. Fou de rage, ce dernier s’empara des chevaux qu’il avait préalablement offerts à Ixion. Mais Ixion, décidé à récupérer ses chevaux, l’invita à venir chercher ses cadeaux dans son palais à Larissa, en Thessalie. Or, Ixion avait fait creuser un énorme trou devant l’entrée de son palais, et y avait fait jeter des braises de charbon flamboyant. Lorsque Eionée passa à côté de la fosse habilement dissimulée, Ixion le poussa, il fut précipité au fond du trou et mourut brûlé vif sur le charbon ardent.
À la suite de ce crime, les dieux le punirent en lui faisant perdre la raison. Personne ne voulut purifier Ixion pour ce crime car son meurtre se doublait d’un sacrilège et les Érinyes, les divinités persécutrices, le poursuivirent sans relâche au point qu’il commença à devenir fou. Dia, cependant, aimait vraiment son mari. Elle se mit à prier Zeus qui fut ému par la beauté de la jeune femme. Le dieu accepta de prendre Ixion en pitié. Comme c’était un bon orateur doublé d'un joyeux convive, Zeus l’invita à manger à sa table sur l’Olympe et à boire de l’ambroisie. Mais Ixion, ingrat, appréciait la beauté, en particulier celle d’Héra, et n’hésita pas à tenter de la séduire. Outragée, Héra alla se plaindre à Zeus. Celui-ci, fou de rage, créa alors une nuée qui ressemblait à son épouse. Ixion, crédule, prit cette nuée du nom de Néphélé pour Héra, s’accoupla avec elle et Zeus les prit sur le fait. De cette union naquit Centauros, qui, une fois adulte, s’accoupla aux juments de Magnésie. Celles-ci donnèrent naissance à des créatures au corps de cheval, au buste et à la tête d’homme, souvent brutaux, amateurs de jeunes vierges : les Centaures. Pour Diodore, c'est directement de l'union d'Ixion et de Néphélée que naissent les centaures du mont Pélion.
Zeus entra dans une grande colère et condamna Ixion à un châtiment éternel. Il fut précipité dans le Tartare où Hermès, suivant les ordres de Zeus, attacha Ixion avec des serpents à une roue enflammée. Le malheureux devait répéter éternellement : « Tu dois montrer de la gratitude envers ton bienfaiteur ».

## Sources
- Pseudo-Apollodore, Épitome [détail des éditions] [lire en ligne] (I, 20).
- Diodore de Sicile, Bibliothèque historique [détail des éditions] [lire en ligne] (IV, 12 ; IV, 69-70).
- Hygin, Fables [détail des éditions] [(la) lire en ligne] (XIV ; XXXIII-XXXIV ; LXII ; LXXIX ; CCLVII).
- Ovide, Métamorphoses [détail des éditions] [lire en ligne] (XII, 210 et suiv.).
- Pindare, Odes [détail des éditions] (lire en ligne) (Pythiques, II).
- Stace, Thébaïde [détail des éditions] [lire en ligne] (IV, 539 ; VIII, 50).
- Virgile, Géorgiques [détail des éditions] [lire en ligne] (III, 38).
- Charles Kerényi, La mythologie des Grecs, histoires des dieux et de l'Humanité, Paris, Payot, 1952.
- Annie Collognat, Catherine Bouttier-Couqueberg, Marguerite Vaudel, Nicole Rastetter (dir.), Dictionnaire de la mythologie gréco-romaine : illustrée par les récits de l'Antiquité́, Paris, Omnibus, 2016.